# Onconeura undecimata
Onconeura undecimata är en tvåvingeart som beskrevs av Andersen och Ole Anton Saether 2005. Onconeura undecimata ingår i släktet Onconeura och familjen fjädermyggor. Inga underarter finns listade i Catalogue of Life.